# 4806 Miho
A 4806 Miho (ideiglenes jelöléssel 1990 YJ) a Naprendszer kisbolygóövében található aszteroida. Natori Akira és Urata Takesi fedezte fel 1990. december 22-én.